# Igreja de São Pedro (Mêda)

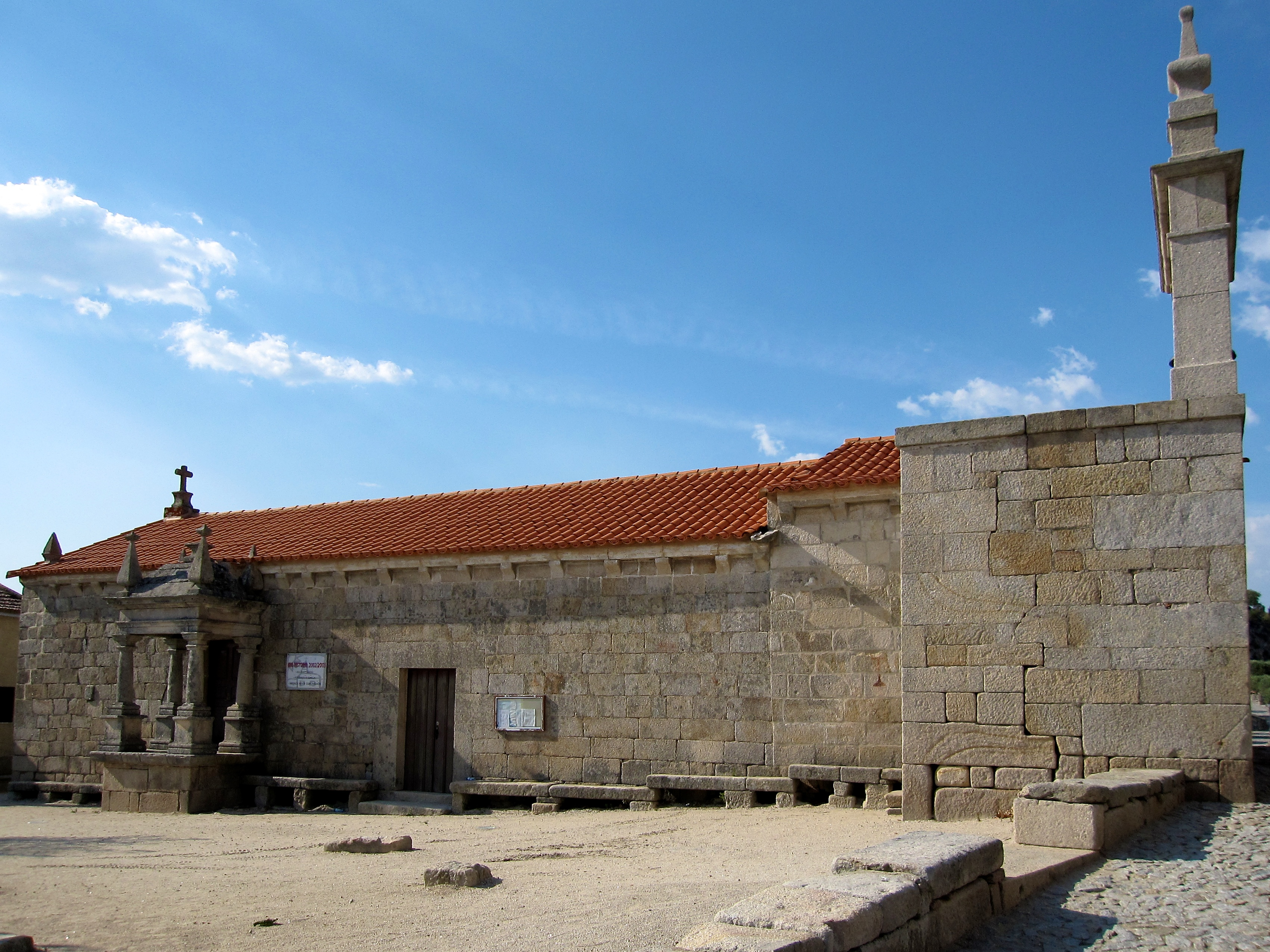
Igreja de São Pedro

A Igreja de São Pedro, ou Igreja Paroquial de São Pedro de Marialva, está localizada na freguesia de Marialva, no município de Mêda.
A Igreja de São Pedro está classificada como Imóvel de Interesse Público desde 2002.